# Nadia Pizzol
Nadia Pizzol (Brugnera, 15 ottobre 1952) è una politica italiana.

## Biografia
Nasce a Brugnera (Pordenone), ma vive a Marcon (Venezia).
Esponente della Lega Nord fin dal 1992. È stata Consigliere comunale a Marcon dal 2002 al 2007; torna poi a ricoprire tale carica nel 2017

### Elezione a senatore
Alle elezioni politiche del 2018 viene eletta al Senato della Repubblica, nelle liste della Lega nella circoscrizione Veneto. Conclude il mandato parlamentare nel 2022.